# 용계서원 (안동시)
용계서원(龍溪書院)은 대한민국 경상북도 안동시에 위치한 조선 시대의 서원이다. 1778년에 창건되었으며, 김연기, 권대기(權大器), 김용석(金用石)을 제향하고 있다.